# L'Heure suprême (film, 1921)
Pour les articles homonymes, voir L'Heure suprême.
Pour plus de détails, voir Fiche technique et Distribution.
L'Heure suprême (The Great Moment) est un drame réalisée par Sam Wood, sorti en 1921. 
Considéré comme perdu, un fragment a été conservé aux National Film And Television Archive à Londres.

## Fiche technique
- Titre : L'Heure suprême
- Titre original : The Great Moment
- Réalisation : Sam Wood
- Scénario : Monte M. Katterjohn d'après une histoire de Elinor Glyn
- Société de production : Famous Players-Lasky Corporation
- Distribution : Famous Players-Lasky Corporation
- Photographie : Alfred Gilks
- Pays d'origine :  États-Unis
- Format : Noir et blanc - Son : Muet
- Genre : Drame
- Durée : 70 minutes
- Dates de sortie : 
  - États-Unis : 24 juillet 1921 New York
  - États-Unis : 4 septembre 1921
  - France : 23 mars 1923 [2]

## Distribution
- Gloria Swanson : Nada Pelham / Nadine Pelham
- Alec B. Francis : Sir Edward Pelham
- Milton Sills : Bayard Delaval
- F.R. Butler : Eustace
- Raymond Blathwayt : Lord Crombie
- Helen Dunbar : Lady Crombie
- Julia Faye : Sadi Bronson
- Clarence Geldart : Bronson
- Ann Grigg : Blenkensop
- Arthur Stuart Hull : Howard Hopper